# Sam Hauser
Samuel David Hauser (ur. 8 grudnia 1997 w Green Bay) – amerykański koszykarz, występujący na pozycji rzucającego obrońcy, obecnie zawodnik Boston Celtics oraz zespołu G-League – Maine Celtics.
W 2016 został wybrany najlepszym zawodnikiem szkół średnich stanu Wisconsin (Wisconsin Mr. Basketball, Wisconsin Gatorade Player of the Year).

## Osiągnięcia
Stan na 30 listopada 2021, na podstawie, o ile nie zaznaczono inaczej.
NCAA
- Uczestnik turnieju NCAA (2017, 2019, 2021)
- Mistrz sezonu regularnego konferencji Atlantic Coast Conference (ACC – 2021)
- Laureat nagród:
  - Marquette's Most Valuable Player Award (2018, 2019)
  - Hank Raymonds Sportsmanship Award (2019)
  - Iron Eagle Award (2017)
  - Marquette's Father William Kelly Team Morale Award (2017, 2018)
- Zaliczony do:
  - I składu ACC (2021)
  - II składu Big East (2019)
  - składu:
    - honorable mention All-American (2021 przez Associated Press)
    - All-NIT Season Tip-Off Team (2019)
    - All-ACC Academic Team (2021)
    - ACC Honor Roll (2021)
- Lider konferencji
  - Big East w:
    - skuteczności rzutów za 3 punkty (48,7% – 2018)
    - liczbie zbiórek w obronie (209 – 2019)

  - ACC w skuteczności rzutów za 3 punkty (41,7% – 2021)
- Zawodnik tygodnie konferencji:
  - ACC (8.02.2021)
  - Big East (21.01.2019)
- Najlepszy pierwszoroczny zawodnik tygodnia konferencji Big East (14.11.2016)